# Малые Всегодичи

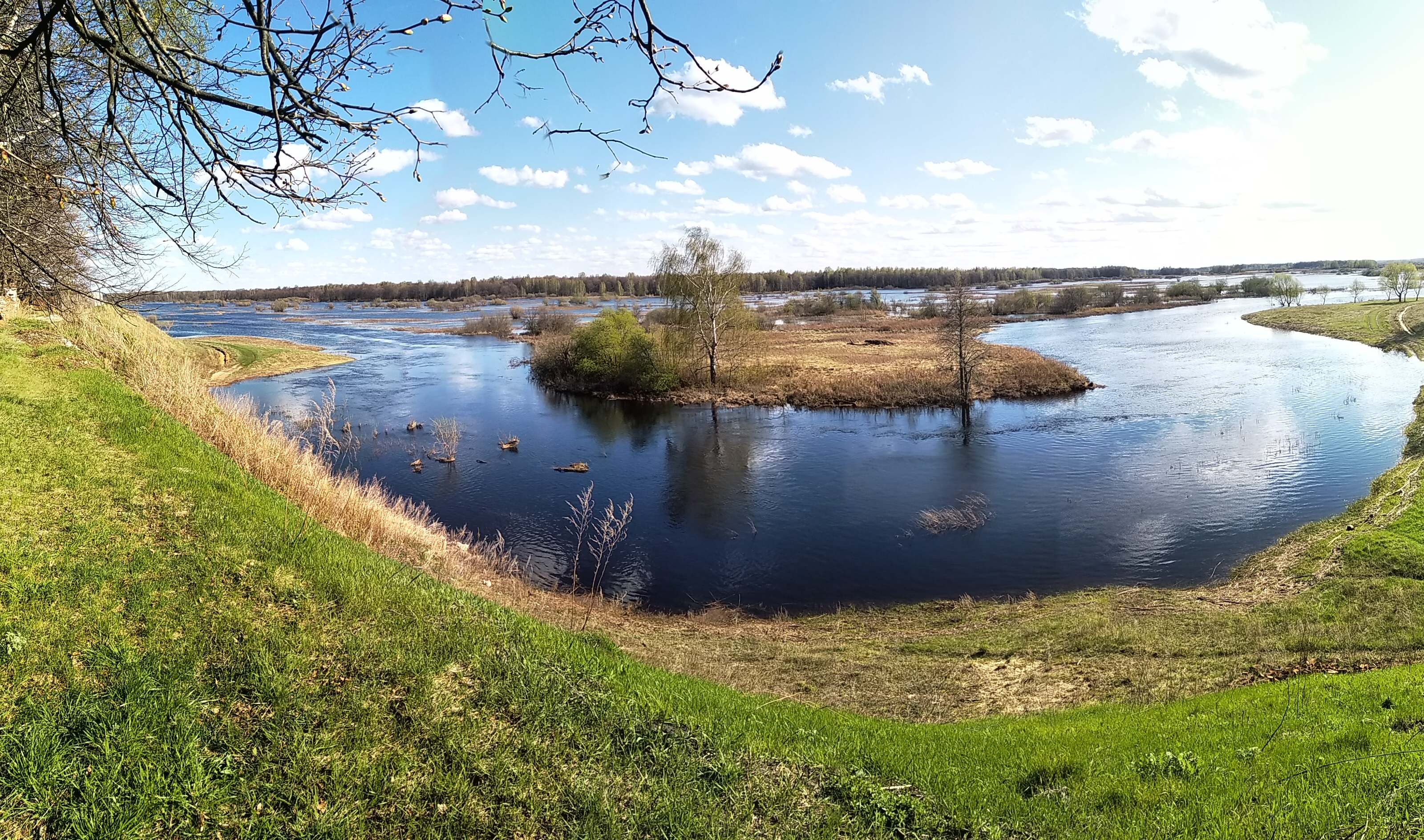
Река Уводь

Малые Всегодичи — село в Ковровском районе Владимирской области России, входит в состав Малыгинского сельского поселения.

## География
Село расположено на берегу реки Уводь (приток Клязьмы) в 10 км на северо-восток от центра поселения деревни Ручей и в 15 км на север от райцентра города Ковров.

## История
До начала XVIII века входила в состав Владимирского уезда Замосковного края Московского царства.
В окладных книгах патриаршего казенного приказа под 1628 годом записана «церковь великого чудотворца Николы в государеве в дворцовом селе в Малых Всегодичах…» О состоянии прихода в XVII веке в окладных книгах под 1653 годом значатся «у сей церкви 2 двора поповых, двор пономарев, двор просвирнин, церковных бобылей 10 дворов, да в приходе крестьянских 326 дворов, бобыльских 20 дворов». Со второй половины XVII века и до конца XVIII столетия в селе существовали две деревянные церкви: холодная – в честь святого и чудотворного Николая и теплая – в честь Рождества Пресвятой Богородицы. Из сохранившихся в церкви храмозданных грамот о теплой Богородице-Рождественской церкви известно, что в 1686 году построена была новая деревянная церковь в честь Рождества Пресвятой Богородицы; в 1713 году по указу из патриаршего приказа эта церковь была перевезена в деревню Кармушину. Вместо нее в селе построена новая деревянная церковь и освящена в прежнее наименование; в 1768 году эта церковь за ветхостью была упразднена. Вновь построенная деревянная церковь существовала до 1783 года; в означенном году во время случившегося в селе пожара она сгорела. Вместо сгоревшей Богородице-Рождественской церкви и обветшавшей уже холодной Николаевской церкви прихожане по благословенной грамоте преосвященства Виктора, епископа Владимирского и Муромского, данной в 1784 году, 22 июня приступили к сооружению каменной церкви с двумя престолами: в честь Рождества Пресвятой Богородицы и во имя святого и чудотворного Николая. Теплый придел в честь святого и чудотворного Николая строением окончен и освящен в 1788 году, а главный холодный престол в честь Рождества пресвятой Богородицы освящен в 1797 году. В 1822-23 годах вместо бывшей одной главы на церкви поставлены пять глав, а тесовая кровля заменена железною; в 1840 году внутренние стены церкви расписаны священными картинами. В 1863 году теплая церковь была расширена и в ней устроен другой придел – в честь Воздвижения Честного и Животворящего Креста Господня; в 1867 году стены этого придела украшены священными картинами. Колокольня при церкви каменная, четырехугольная, соединена с церковью; глава на ней чашеобразная, крыта железом; крест деревянный, покрыт вызолоченной жестью. 
В конце XIX — начале XX века село входило в состав Всегодической волости Ковровского уезда. 
В годы Советской Власти и вплоть до 2005 года село входило в состав Большевсегодического сельсовета (с 1998 года — сельского округа).

## Население
| 1859 | 1905 | 1926 | 2002 | 2010 | 2021 |
| ---- | ---- | ---- | ---- | ---- | ---- |
| 222  | ↗262 | ↘191 | ↘23  | ↗25  | ↗52  |

## Достопримечательности
В селе находится действующая церковь Рождества Пресвятой Богородицы (1797).